# Fabio Lobo
Fabio Porfirio Lobo, também conhecido como Fabio Lobo, é um narcotraficante hondurenho condenado, filho mais velho do ex-presidente de Honduras, Porfirio Lobo Sosa.
Fabio Lobo foi preso no Haiti em maio de 2015 pelas autoridades do governo dos Estados Unidos. A operação de sua captura foi um esforço conjunto da Divisão de Operações Especiais da Drug Enforcement Administration (DEA), bem como o Governo do Haiti.
Lobo foi formalmente acusado pelo Ministério Público dos Estados Unidos pela acusação criminal de conspirar, consciente e intencionalmente, a importação de cocaína para Estados Unidos. 
Em maio de 2016, Fabio Porfirio Lobo se declarou culpado das acusações contra si.
O julgamento foi retomado em março de 2017. O promotor no caso chamou o ex-chefe da quadrilha criminosa hondurenha, Los Cachiros, como testemunha.